# The Reaper
The Reaper četvrti je studijski album njemačkog heavy metal sastava Grave Digger. Diskografska kuća GUN Records objavila ga je 2. studenoga 1993. Ovo je povratak sastava nakon duge stanke, sedam godina nakon objavljena albuma Stronger Than Ever.

## Pozadina
Okupljena je nova postava, osim pjevača Chrisa Boltendahla i gitarista Uwea Lulisa. Lulis je uvjerio Boltendahla da objavi novi album, zbog čega je kasnije pokušao dobiti ime Grave Digger kada se rastajao od ostatka sastava nakon što je objavljen album Excalibur. Na ovom albumu došlo je do promjene prema mračnijim tekstovima i bržim pjesmama, kao i do početka trenda prikazivanja Grim Reapera na naslovnici. Naslovnica albuma je Povorka mrtvaca drvorez njemačkog umjetnika Alfreda Rethela iz 19. stoljeća. Velik dio materijala napisan je kasnih 1980-ih, tijekom Boltendahlovog kratkotrajnog projekta Hawaii.

## Popis pjesama
Tekstovi i glazba: Grave Digger, osim pjesme "Tribute to Death" koji je napisao Piet Sielck. 
| 1.    | »Tribute to Death«                               | 1:28 |
| 2.    | »The Reaper«                                     | 4:16 |
| 3.    | »Ride On«                                        | 3:32 |
| 4.    | »Shadows of a Moonless Night«                    | 3:55 |
| 5.    | »Play Your Game (and Kill)«                      | 3:25 |
| 6.    | »Wedding Day«                                    | 3:53 |
| 7.    | »Spy of Mas'On«                                  | 3:59 |
| 8.    | »Under My Flag«                                  | 4:46 |
| 9.    | »Fight the Fight«                                | 2:46 |
| 10.   | »Legion of the Lost (Part II)«                   | 6:18 |
| 11.   | »And the Devil Plays Piano«                      | 4:01 |
| 12.   | »Ruler Mr. H.«                                   | 3:38 |
| 13.   | »The Madness Continues« (instrumentalna skladba) | 1:32 |
| 47:29 |                                                  |      |

## Zasluge
| Grave Digger - Chris Boltendahl – vokal, produkcija, koncept naslovnici - Uwe Lulis – gitara, produkcija - Jörg Michael – bubnjevi - Tomi Göttlich – bas-gitara, koncept naslovnici Dodatni glazbenici - Rolf Köhler – prateći vokal - Billy King – prateći vokal | Ostalo osoblje - Piet Sielck – solo-gitara (na pjesmi "And the Devil Plays Piano"), efekti, klavijature (na pjesmama 1. i 13.), produkcija, inženjer zvuka, miks, mastering - Mark Marthen – koncept naslovnici - Peter Dell – izgled naslovnice - René Bonsink – fotografije - Wolfgang Funk – izvršna produkcija - Petrus Lohdigraficus – izgled |